# Bone Thugs-n-Harmony
Bone Thugs-n-Harmony er en amerikansk, Grammy Award-vindende hip-hop gruppe fra Cleveland, Ohio i USA.
Gruppen er en af tidenes bedst-sælgende hip-hopgruppe, med 40 millioner solgte album over hele verden.[kilde mangler] I 1997 vandt de en Grammy for Bedste rap-præstation af en duo eller gruppe for sangen "Tha Crossroads" fra E. 1999 Eternal.

## Medlemmer
- Krayzie Bone
- Layzie Bone
- Bizzy Bone
- Wish Bone
- Flesh-n-Bone

## Diskografi

### Studio Albums
- 1993: Faces Of Death (som B.O.N.E Enterpri$e)
- 1994: Creepin On Ah Come Up (2x Platinum)
- 1995: E. 1999 Eternal (4x Platinum)
- 1997: The Art Of War (4x Platinum)
- 2000: BTNHResurrection (Platinum)
- 2002: Thug World Order
- 2006: Thug Stories
- 2007: Strength & Loyalty (Gold)
- 2010: Uni5: The World's Enemy

### Opsamlinger
- 1998: The Collection, Vol. 1 (Platinum)
- 2000: The Collection, Vol. 2
- 2004: Greatest Hits (Platinum)
- 2005: Greatest Hits (Chopped & Screwed)
- 2007: T.H.U.G.S.

### Internet Albums
- 2005: Bone 4 Life